# Albota
Albota là một xã thuộc hạt Argeș, România. Dân số thời điểm năm 2002 là 3917 người.